# Juval Rafael
Juval Rafael (hebrejsky ובל רפאל‎; * 5. listopadu 2000 Tel Aviv), je izraelská zpěvačka. Poté, co zvítězila v jedenácté sezóně pěvecké soutěže HaKokhav HaBa, reprezentovala Izrael na Eurovision Song Contest 2025 s písní „New Day Will Rise“, kde skončila na druhém místě se ziskem 357 bodů.

## Životopis
Je neteří podnikatelky Ronit Raphaelové, pochází z Ra’anany v centrálním distriktu Izraele. Narodila se v Tel Avivu a vyrůstala v obci Pedaja, tři roky svého dětství strávila ve švýcarské Ženevě. V dětství často poslouchala rockové kapely jako Led Zeppelin a Scorpions, stejně jako zpěvačky Beyoncé a Céline Dion. Po dokončení střední školy sloužila jako bojová vojačka na kontrolním stanovišti v oblasti poblíž Jeruzaléma u Vojenské policie Izraelských obranných sil (IDF). Zpěvu se profesionálně začala věnovat v roce 2024.
Dne 7. října 2023 se Raphaelová účastnila hudebního festivalu Nova Sukkot Gathering v Re’imu, když byl festival napaden ozbrojenci hnutí Hamás. Společně s dalšími 50 lidmi se schovala v protiatomovém krytu poblíž kibucu Be’eri, přičemž utrpěla zranění střepinami z granátů vhozených teroristy do úkrytu. Raphaelová byla jednou z jedenácti přeživších – přežila tím, že se po dobu osmi hodin ukrývala pod mrtvými těly. Ve svém projevu před Radou OSN pro lidská práva (UNHRC) následně popsala, co během útoku zažila.

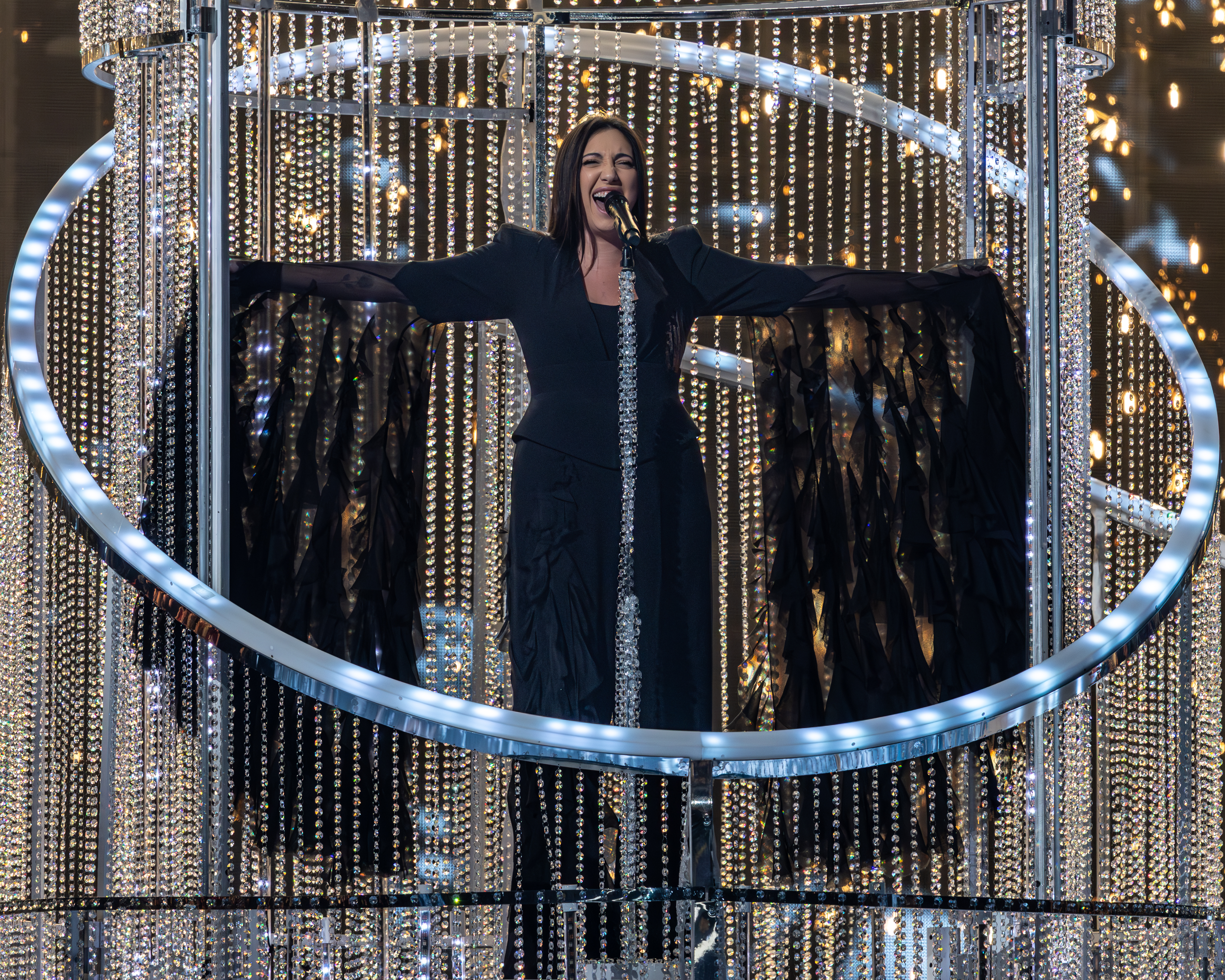
Rafael při vystoupení s písní „New Day Will Rise“ na Eurovision Song Contest 2025

## Kariéra
19. listopadu 2024 byla odvysílána Raphaelina konkurzní epizoda jedenácté řady soutěže HaKokhav HaBa, která sloužila jako izraelský národní výběr interpreta pro soutěž Eurovision Song Contest 2025. Představila se s písní „Anyone“ a se ziskem 98 % hlasů postoupila do dalšího kola. Nakonec se probojovala až do finále, které se konalo 22. ledna 2025, kde vystoupila s písněmi „Dancing Queen“ a „Writing's on the Wall“, svůj výkon první zmíněné písně věnovala obětem masakru na festivalu Nova. Umístila se na prvním místě a byla tak zvolena izraelskou reprezentantkou na Eurovizi, čímž se stala pokračovatelkou loňské účastnice Eden Golan, jejíž účast v předchozím ročníku vyvolala kontroverze kvůli zapojení její země do války v Gaze.
Během jejích vystoupení došlo k narušení několika protestními akcemi uvnitř a před halou St. Jakobshalle v Basileji, kde se soutěž konala. Podařilo se také zmařit útok červenou barvou přímo v živém vysílání při jejím představení. V soutěži nakonec obsadila první místo ve druhém semifinále se 203 body, v následně konaném finále se umístila na celkovém druhém místě se ziskem 357 bodů, přičemž zcela vyhrála veřejné hlasování.

## Diskografie
- 2025: „New Day Will Rise“